# Лепідофагія

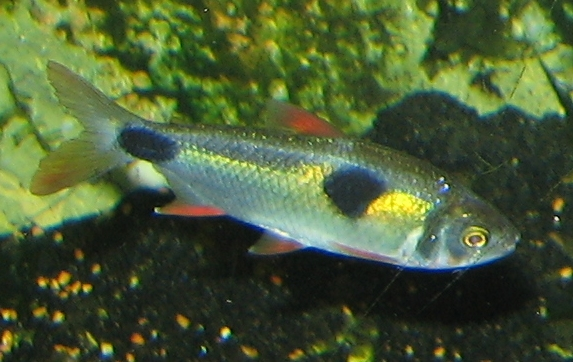
Exodon paradoxus

Лепідофагія — це спеціальна харчова поведінка риб, яка передбачає поїдання луски інших риб. Лепідофагія широко поширена, незалежно розвинувшись принаймні в п'яти прісноводних родинах і семи морських родинах. Спорідненою харчовою поведінкою серед риб є птеригофагія: живлення плавниками інших риб.

## Види
Лепідофагія, або поїдання луски, була виявлена у низки риб, включаючи: Chanda nama (родина Ambassidae), Plagiotremus (родина Blenniidae), Terapon jarbua (родина Terapontidae), кілька видів Ariopsis і Neoarius (родина Ariidae), Pachypterus khavalchor (родина Pachypteridae), Macrorhamphoides uradoi (родина Triacanthodidae), кілька видів сома-олівця (родина Trichomycteridae), деякі види піраній, Exodon paradoxus, Probolodus, Roeboides і Roeboexodon (порядок Characiformes), Cyprinodon desquamator (родина Cyprinodontidae), разом з обома видами Perissodus, усіма чотирма видами Plecodus, Xenochromis, Haplochromis welcommei, Docimodus, Corematodus і Genyochromis mento (родина Cichlidae з Африки Великі озера).
Деякі з цих лускоїдів також харчуються плавниками інших риб, і багато всеїдних або хижих риб можуть іноді кусати плавники інших риб. Лише кілька видів є спеціалізованими плавникоїдами; до них належать Belonophago, Eugnathichthys і Phago (родина Distichodontidae), Aspidontus (родина Blenniidae) і Smilosicyopus (родина Gobiidae). Дещо подібна поведінка виявлена у Magosterarchus, які живляться хвостами (як плавниками, так і сполучною тканиною).

## Фізіологія
Багато видів риб-цихлід розвинули спеціалізовані зуби та ротову структуру, завдяки чому вони можуть краще харчуватися лускою інших риб. Ротова структура багатьох таких видів дуже схожа одна на одну, навіть якщо вони живуть у різних середовищах існування, і багато хто також має спеціалізовану структуру щелеп. Особливо один вид риб, який називається Roeboides prognathous, має структуру щелепи, яка надзвичайно спеціалізована для лепідофагії. Певні види лускоїдних сомів, Pachypterus khavalchor, мають травні ферменти, які допомагають їм легше руйнувати плавники, очі, луску інших риб. Існують інші морфологічні структури, які важливі в середовищах існування лускоядців. Є шість видів лепідофагів цихлід, які використовують стратегії мімікрії, щоб обдурити свою здобич: кольори цихлид дуже нагадують кольори деяких їхніх жертв. Однак вони не тільки їдять луску риби, на яку вони схожі, але й полюють на широкий спектр інших видів.

## Поведінка
У лускофагів пов’язано багато різних форм поведінки. Агресія та поведінка нападу, як-от переслідування та удари здобичі, поширені серед сомів Pachypterus khavalchor, які потім їдять опалу луску своєї жертви. Нападна поведінка піраньї Catoprion mento, чий раціон складається в основному з луски, описується як «швидкісна» атака. Вони врізаються в свою жертву з відкритим ротом, кусаючи здобич, щоб отримати свою луску. Perissodus microlepis відривають луску своєї здобичі, пропливаючи повз. Це дуже відрізняється від інших видів лепідофагів, які просто збивають луску, вдаряючи жертву.

## Компроміси
Риб’яча луска є живильним джерелом їжі, що містить шари кератину та емалі, а також дермальну частину та шар білкового слизу. Вони є багатим джерелом фосфату кальцію. Однак енергія, витрачена на удар, у порівнянні з кількістю лусочок, витрачених на удар, обмежує розмір лепідофага; такі риби рідко перевищують 20 см і більшість менше 12 см. Через це лускофаги зазвичай набагато менші за свою здобич. Попри те, що луска поживна, середньої кількості луски, зміщеної та з’їденої, може бути недостатньо, щоб компенсувати енергію, втрачену під час нападу. Поведінка нападу та удари, які використовуються для видалення та поїдання луски, мають енергетичні витрати та ризик завдати шкоди хижаку. Споживання луски також має низку переваг: луска поширена, покриває тіло більшості видів риб, може відносно швидко відростати, є у великій кількості та є сезонною, а її видалення потребує певних заходів. поведінки або морфологічних структур. Лепідофагія зазвичай розвивається через брак їжі та екстремальні умови навколишнього середовища. Поїдання лусочок і шкіри, що оточує лусочки, забезпечує багаті білком поживні речовини, які можуть бути недоступні в інших місцях.